# 呂光宇
呂光宇（1951年6月19日—），台灣澎湖縣馬公市東衛里人，中國國民黨籍政治人物。

## 政治生涯
呂光宇曾任兩屆馬公市市民代表，2018年以67歲之齡轉戰縣議員選舉，該屆總得票數1,695 票，在澎湖縣第一選區22名參選人中，排名第八，順利當選。